# Gais damfotboll 1985
Gais damlag i fotboll spelade säsongen 1985 i division 1 södra, vilket var den högsta serien inom damfotbollen innan Damallsvenskan instiftades 1988.
Gais vann serien en poäng före Öxabäcks IF och gick till slutspel. I semifinalen slog Gais enkelt ut Sunnanå SK med 3–1 borta och 4–1 hemma och gick till SM-final mot Hammarby IF. Där förlorade man emellertid, utan en skadad Anette Börjesson, med 0–4 borta och 2–3 hemma.
Gais gick även till final i svenska cupen, där man förlorade mot Öxabäcks IF med 0–2.
Anette Börjesson tilldelades Hedersmakrillen som lagets bästa spelare.

## Spelartrupp
| Nr | Spelare            | Position    | Ålder | Kom från            |
| -- | ------------------ | ----------- | ----- | ------------------- |
| 1  | Eva-Lena Helldén   | Målvakt     | 24 år | ny från Trollhättan |
| 2  | Chris Moberg       | Allround    | 21 år | egen produkt        |
| 3  | Anna Idéhn         | Försvarare  | 20 år | egen produkt        |
| 4  | Anette Börjesson   | Libero      | 31 år | ny från Jitex BK    |
| 5  | Susanne Olsson     | Allround    | 22 år |                     |
| 6  | Christina Ahlström |             |       |                     |
| 7  | Ingrid Johansson   | Mittfältare | 20 år |                     |
| 8  | Karma Schulz       | Mittfältare | 21 år |                     |
| 9  | Helen Johansson    | Anfallare   | 20 år |                     |
| 10 | Eleonor Hultin     | Anfallare   | 22 år | egen produkt        |
| 11 | Jeanette Öhlund    | Anfallare   | 32 år | ny från Jitex BK    |
| 12 | Susanne Bjarneborg | Försvarare  | 20 år |                     |
| 13 | Jessica Lindgren   | Försvarare  | 19 år |                     |
| 14 | Katarina Eriksson  | Anfallare   | 21 år | egen produkt        |
| 15 | Malin Helde        | Mittfältare | 18 år | ny från IFK Fjärås  |
| 16 | Sophie Ekfeldt     | Mittfältare | 19 år |                     |
| 17 | Christin Anderhov  | Mittfältare | 22 år | från Skabersjö IF   |
| 18 | Monica Berntsson   | Mittfältare | 16 år | egen produkt        |
| 19 | Christina Olofsson | Mittfältare | 16 år | egen produkt        |
| 20 | Carina Ackerfors   |             | 19 år |                     |
| 21 | Marie Frölinghaus  | Målvakt     | 26 år |                     |

- Tränare: Kaj Hansson
- Lagledare: Håkan Pernhede
- Målvaktstränare: Raymond Brants